# Irene Heller
Irene Heller, geborene Jencsa (* 20. März 1913 in Berlin; † 2. Dezember 1986 ebenda) war eine deutsche Politikerin (SED). Sie war Landesvorsitzende des Demokratischen Frauenbundes Deutschlands (DFD) in Sachsen und Abgeordnete der Volkskammer der Deutschen Demokratischen Republik (DDR).

## Leben
Nach dem Schulbesuch erlernte sie den Beruf einer Kontoristin. Sie emigrierte 1938 in die Tschechoslowakei und lebte in Prag. Sie kehrte 1945 nach Deutschland zurück, wurde Mitglied der Kommunistischen Partei Deutschlands (KPD) und Kreisfrauenreferentin der KPD in Oschatz. Ab 1946 gehörte sie der SED an. Als Nachfolgerin von Mizzi Kaschner hatte sie von 1949 bis 1951 die Funktion der Landesvorsitzenden des Demokratischen Frauenbundes Deutschlands (DFD) in Sachsen inne. Von 1950 bis 1954 gehörte sie als Mitglied der DFD-Fraktion der Volkskammer der DDR an und war Mitglied des Haushalts- und Finanzausschusses. Im März 1951 ging sie als Instrukteurin der Abteilung Kultur des Zentralkomitees (ZK) der SED nach Berlin, war von 1952 bis 1954 Abteilungsleiterin im Bundesvorstand des DFD und ab 1954 erneut Mitarbeiterin im ZK der SED. Später war sie Parteisekretärin an der Hochschule für Musik „Hanns Eisler“ in Berlin und bis zum Eintritt in die Rente 1973 BGL-Vorsitzende im Druckkombinat Berlin.
Irene Heller starb im Alter von 73 Jahren und ihre Urne wurde auf dem Friedhof Baumschulenweg in Berlin beigesetzt.

## Auszeichnungen
- 1957 Clara-Zetkin-Medaille
- 1968 Verdienstmedaille der DDR
- 1983 Vaterländischer Verdienstorden in Bronze